# Kazimierz (Krakov)
Kazimierz (česky Kaziměř, v jidiš Kuzmir‎, קזימיר) je jedna ze čtvrtí polského Krakova, která dnes administrativně spadá pod městskou část I Stare Miasto. Od 14. do začátku 19. století byla Kazimierz samostatným městem ležícím na jih od Krakova, v jeho bezprostřední blízkosti. Po mnoho staletí se zde prolínaly dvě významné kultury – židovská a křesťanská.

## Historie

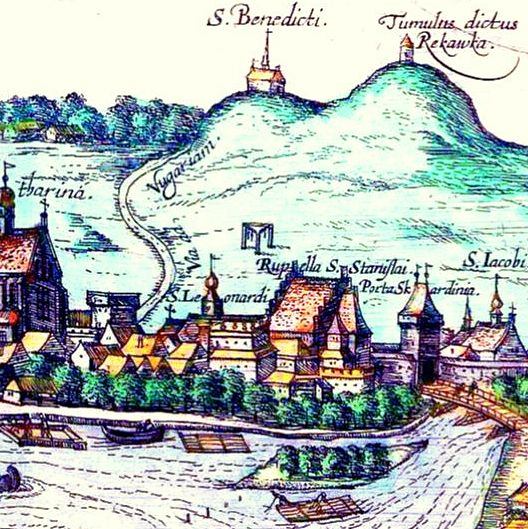
Kazimierz na vedutě z Atlasu zemí světa z roku 1618

Obec zvaná Stará Visla byla založena na řece Visle asi v 11. století při rotundě sv. Michaela Na Skalce. Zde byl roku 1079 zavražděn krakovský biskup Stanislav I. Szczepanowský. Jako samostatná tržní osada byla vysazena kolonizátory za polského krále Kazimíra III. Velikého a po něm také pojmenována. Roku 1335 Kazimierz obdržela městská práva podle magdeburského vzoru. Král Kazimír Jagellonský zde usídlil jak augustiniány eremity, přišlé z Prahy, tak řád augustiniánů kanovníků (zde zvaných regulovaní kanovníci) s kostelem Božího Těla, proslulým procesími o svátku Božího těla.
Po pogromu roku 1494 musely být křesťanská a židovská část města odděleny zdí. Roku 1800 bylo město přičleněno ke Krakovu jako jeho předměstí. Během 19. století se životní podmínky zdejších Židů zhoršily a z městské čtvrti se postupně stávalo izolované ghetto. 
V době nacistické okupace Polska sem v roce 1938 přesídlili také Židé vyhnaní z Německa a utvořili čtvrť zvanou Malý Berlín. V následujících letech bylo židovské ghetto striktně uzavřeno a postupně do roku 1944 odtud do koncentračních táborů v Plaszowě a v Osvětimi odvlečeno 64 tisíc Židů. Z toho se 6 tisíc Židů vrátilo se na jaře roku 1945.

## Památky

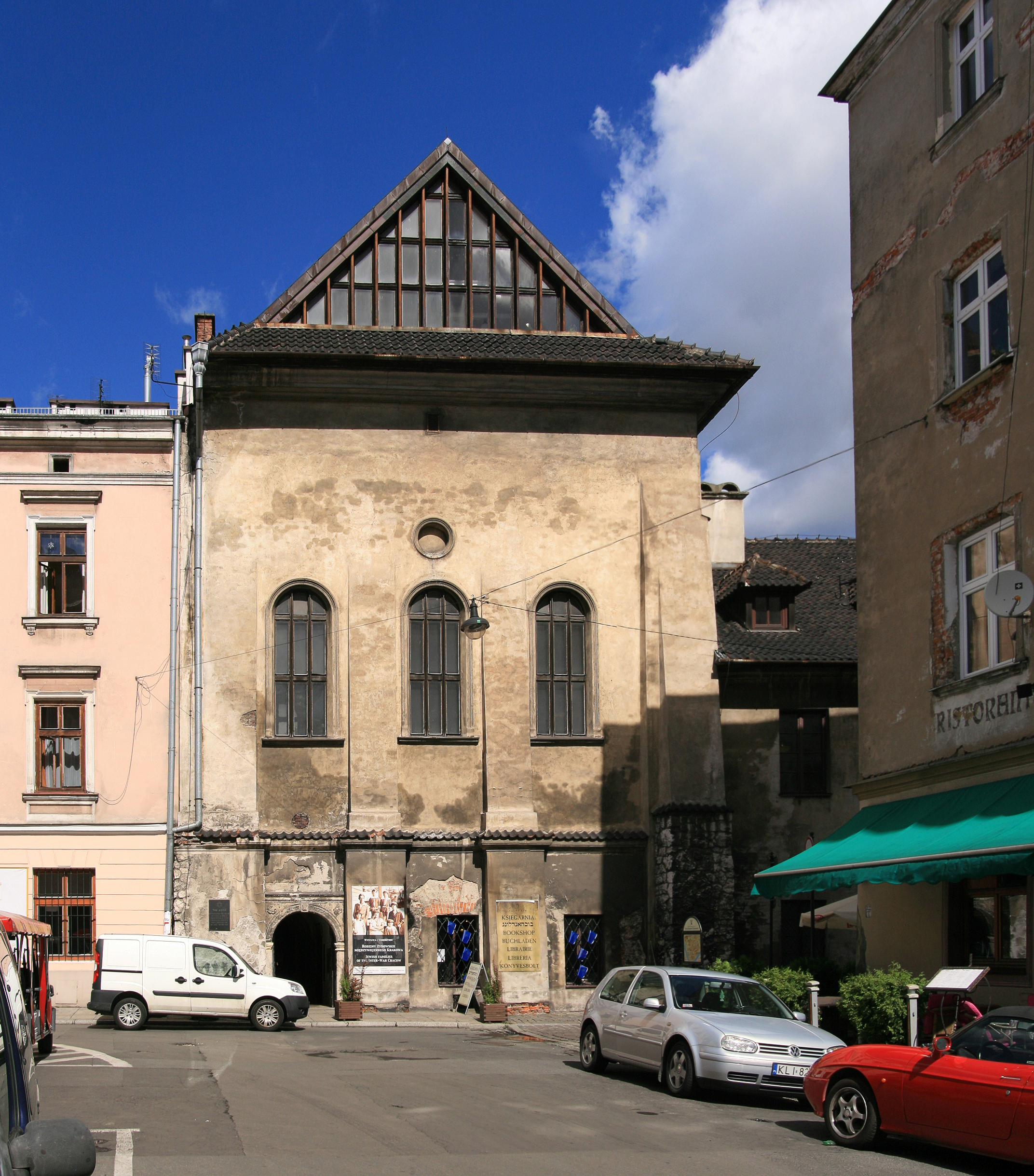
Vysoká synagoga

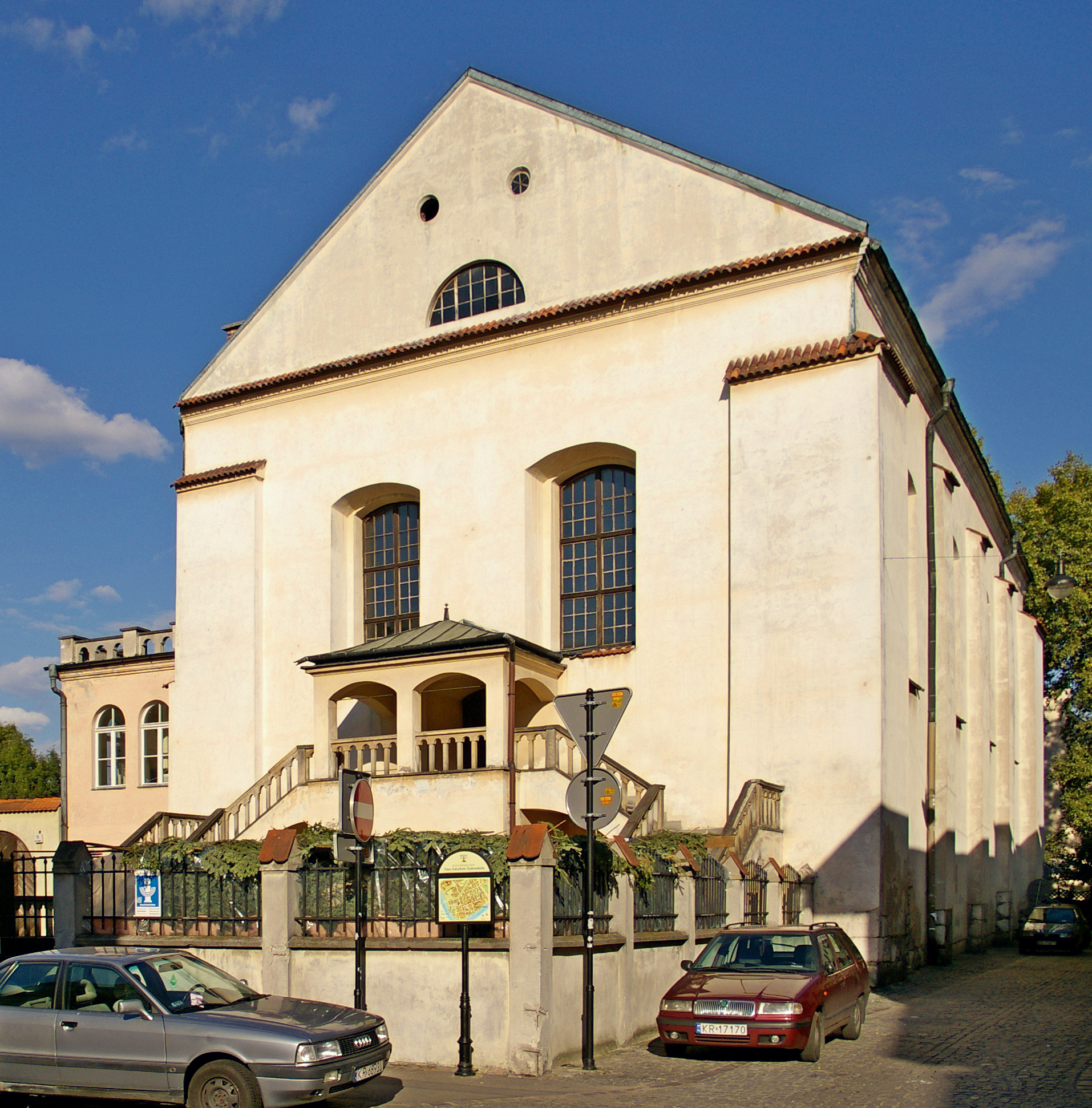
Izákova synagóga

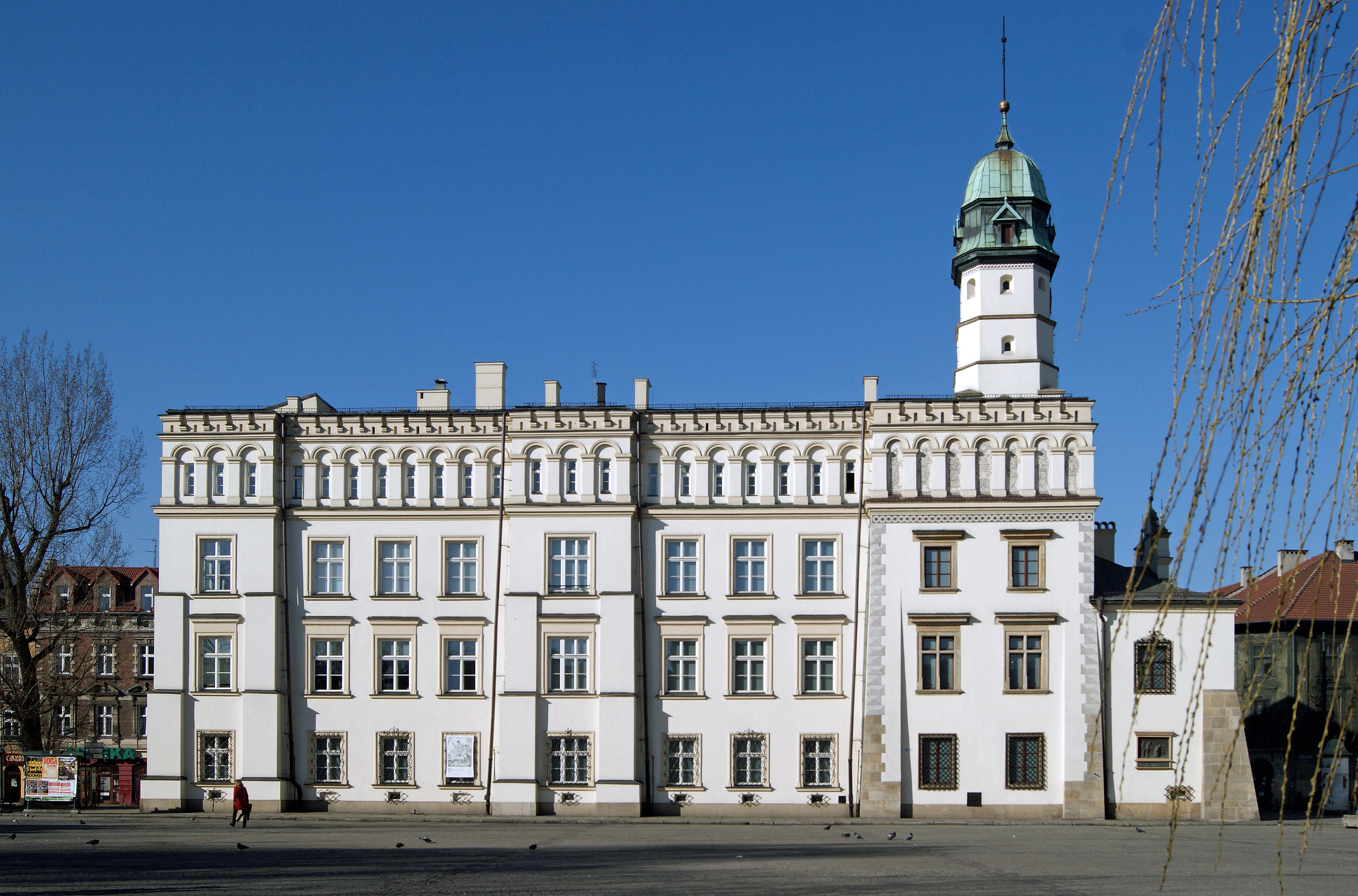
Radnice

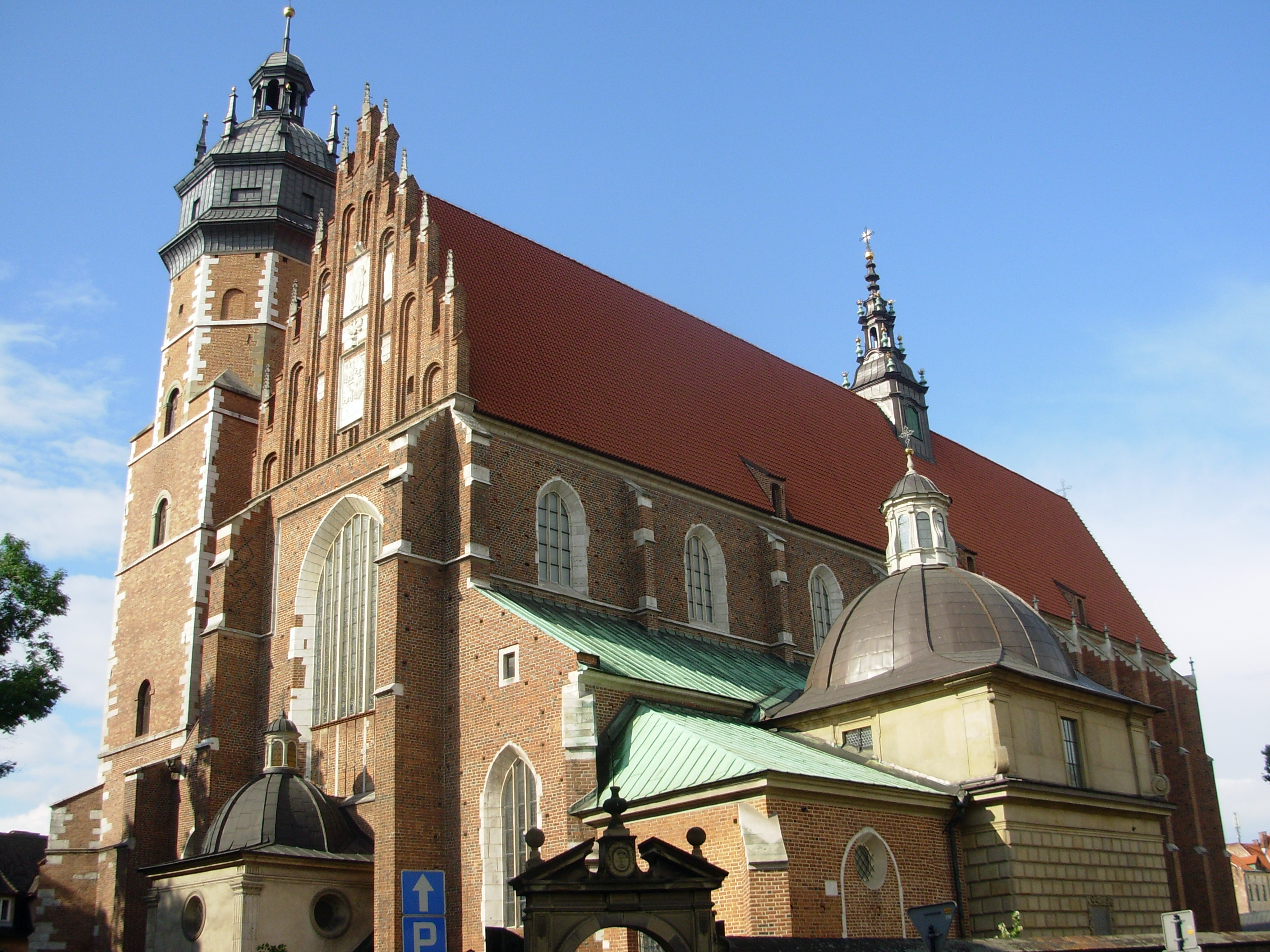
Kostel Božího Těla augustiniánů kanovníků

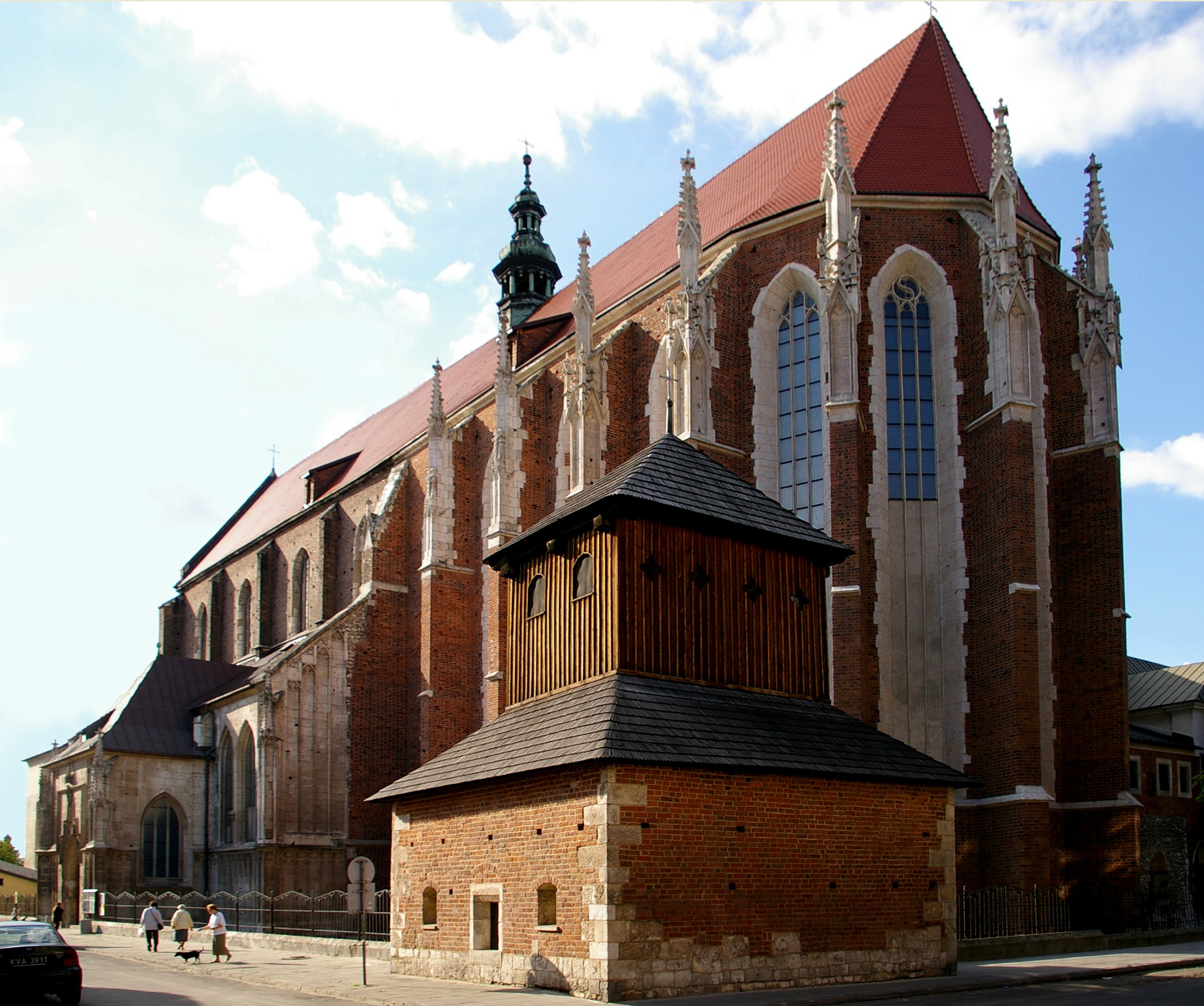
Kostel sv. Kateřiny

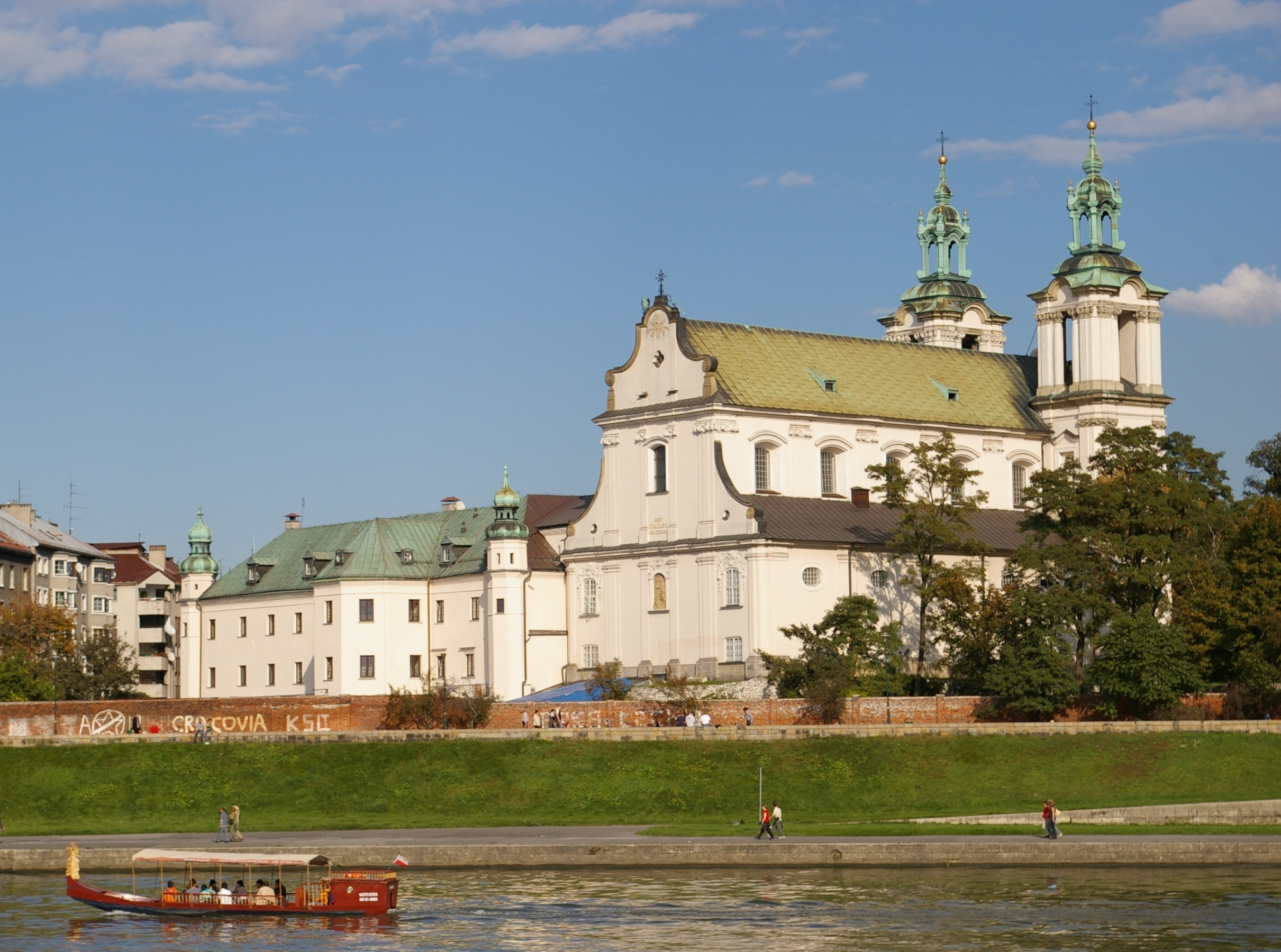
Kostel sv. Stanislava s klášterem paulínů Na Skalce

Kazimierz je místem, kde se dodnes prolínají židovské a křesťanské tradice. Někdejší předměstí Krakova Kazimierz se stavebně dělilo na část křesťanskou a židovskou. Židovská část zahrnovala současné ulice Miodowa, Starowiślna, Św. Wawrzyńca, Wąska, Józefa a Nowa, které byly oddělené parkánem a kamennou zdí, jež stála až do roku 1800. Na křižovatce ulic Jakubovy a Jozefovy byla jedna ze tří vstupních bran. Centrem byla dnešní ulice Szeroka. Na ní a v sousedních uličkách vznikl hřbitov, četné židovské modlitebny a obytné domy.
V ulici Szeroka se nachází pět synagog. Nejstarší z nich – středověká Stará synagoga byla během druhé světové války zničena, později obnovena a dnes jsou v ní umístěny sbírky Historického muzea města Krakova. Jediná dnes činná synagoga je synagoga Remuh (v ulici Szeroka č. 40). U ní je situován jeden z nejstarších evropských židovských hřbitovů, na němž byly židé pohřbíváni od poloviny 16. do poloviny 19. století. Avšak první a nejstarší židovský hřbitov se nacházel vedle, již neexistujícího, rybníka za městskými hradbami na severovýchodní straně města, poblíž dnešní ulice Dajwor. V roce 1800 byl založen nový hřbitov na ulici Miodowa 55.

### Synagogy
- Stará synagoga (konec 15. st.)
- Synagoga Izaaka Jakubowicze (1644)
- Synagoga Kupa (1643)
- Synagoga Remu (1553) s hřbitovem Remuh
- Chrámová synagoga (Templ), reformovaná, (stavba z let 1860–1862)
- Vysoká synagoga (1563?)
- Popperova synagoga (1620)
- Velká mikve – rituální židovská lázeň (v domě Szeroka ul. 6)

### Kostely
- Kostel Božího Těla, gotická trojlodní bazilika s někdejším klášterem augustiniánů – kanovníků, papež Jan Pavel II. ji povýšil na Basilicu minor
- Kostel sv. Kateřiny, gotická bazilika bývalého kláštera augustiniánů eremitů, založená pražskými mnichy od sv. Tomáše
- Kostel sv. Trojice s nemocnicí Milosrdných bratří
- Kostel sv. Michaela Archanděla a sv. Stanislava na Skalce s někdejším klášterem řádu paulínů

### Světské budovy
- někdejší renesanční radnice s vyhlídkovou věží, přestavěná v novogotickém slohu
- židovská restaurace Ariel na tržišti
- Haličské židovské muzeum
- Průmyslové muzeum – situováno v bývalé továrně

## Film
Režisér Steven Spielberg si roku 1993 židovskou čtvrť a někdejší továrnu v Kazimierzi vybral k natáčení exteriérů filmu Schindlerův seznam.